# Synagoge (Remiremont)

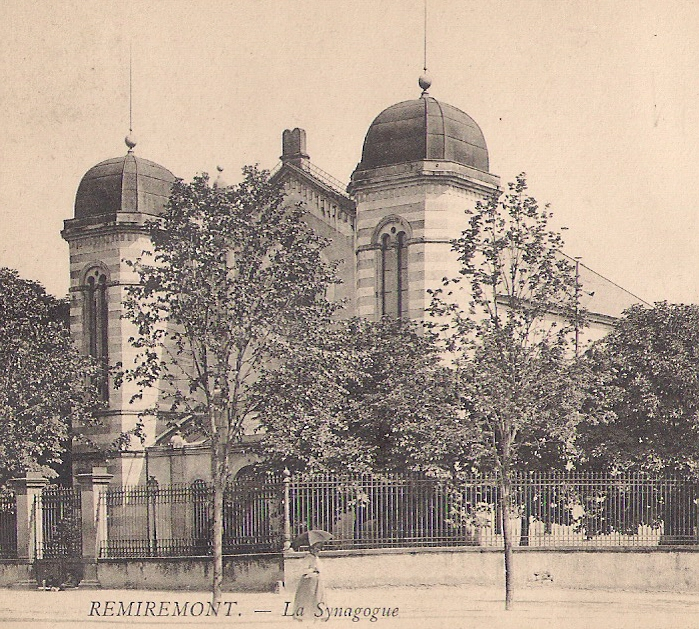
Ansichtskarte mit der Synagoge in Remiremont (um 1900)

Die Synagoge in Remiremont, einer Gemeinde im Département Vosges in der französischen Region Grand Est, wurde 1873 errichtet. Die Synagoge befand sich in der Avenue Arnot.

## Geschichte
Die Synagoge besaß einen Unterrichtsraum im Erdgeschoss und eine Rabbinerwohnung im ersten Stock. Nachdem die Synagoge 1970 verkauft worden war, ließ sie der neue Besitzer abreißen.